# The Motor City Machine Guns
The Motor City Machine Guns é uma tag team de luta livre profissional americana formada por Chris Sabin e Alex Shelley. Eles trabalham atualmente para a WWE, na marca SmackDown, onde foram uma vez campeões de duplas da WWE. Eles são mais conhecidos por suas passagens na Total Nonstop Action Wrestling (TNA)/Impact Wrestling. O nome da dupla, que variavelmente foi Motor e Murder City, é um trocadilho com o apelido de Detroit, cidade natal de Shelley e Sabin. A dupla também fez aparições na New Japan Pro Wrestling (NJPW) na marca NJPW Strong, assim como no Game Changer Wrestling (GCW) e na Deadlock Pro-Wrestling (DPW). Originalmente formando uma equipe na Pro Wrestling Zero1 em 2006, Shelley e Sabin trabalharam juntos de forma intermitente desde então.
Em geral, eles são quatro vezes campeões mundiais de duplas – tendo conquistado três Campeonatos Mundiais de Duplas da Impact e um Campeonato Mundial de Duplas da ROH enquanto estavam na Ring of Honor (ROH) – e na NJPW, eles ganharam o IWGP Junior Heavyweight Tag Team Championship e o Strong Openweight Tag Team Championship uma vez cada.

## História

### Origens
Shelley e Sabin começaram a formar equipe na Pro Wrestling Zero1-Max em 2006, conquistando o Zero-1 Max International Lightweight Tag Team Championship de Minoru Fujita e Ikuto Hidaka em 25 de agosto. Eles mantiveram o título por quase dois anos antes de perdê-los novamente para Fujita e seu novo parceiro Takuya Sugawara. Nos Estados Unidos, a dupla teve passagens curtas nas promoções independentes Pro Wrestling Guerrilla e Ring of Honor sob os nomes Motor City Machine Guns e Murder City Machine Guns, respectivamente. O trabalho da equipe para outras empresas eventualmente terminou quando seu principal empregador, a Total Nonstop Action Wrestling (TNA), solicitou que seus lutadores parassem de aceitar compromissos com certas promoções independentes.

### Total Nonstop Action Wrestling (2007–2012)

#### Estreia e rivalidade com Team 3D (2007–2008)
Foi apenas em abril de 2007 que a dupla fez sua estreia na TNA, onde anteriormente eram lutadores individuais na X Division (divisão X) da empresa. Depois de trabalharem brevemente juntos enquanto lutavam como adversários em uma luta Xscape no pay-per-view anual Lockdown, eles se tornaram membros regulares da divisão de duplas. Inicialmente usando o nome Murder City, o apelido da dupla foi posteriormente alterado para o mais "PG" Motor City. Após Shelley e Sabin terem lutado juntos por algumas semanas na TNA, Kevin Nash, que tinha um histórico com ambos e também era nativo de Detroit, foi trazido como seu manager, encerrando suas alianças anteriores com Jay Lethal e Sonjay Dutt no processo, embora sua associação com o grupo tenha sido de curta duração.
A dupla continuou a trabalhar em promoções independentes paralelamente ao seu trabalho na TNA, conquistando o Campeonato de Duplas da All American Wrestling, com sede em Illinois, entre setembro de 2007 e janeiro de 2008. Em outubro de 2007, no Bound for Glory, a dupla interferiu em uma luta de mesas entre Team 3D (Brothers Ray e Devon) e The Steiner Brothers (Scott e Rick), tentando impedir que o Team 3D trapaceasse e, efetivamente, ajudando os Steiners a vencer a luta. No mês seguinte, no Genesis, os Motor City Machine Guns surpreenderam o Team 3D e os derrotaram em uma luta de duplas. Mais tarde no evento, Ray e Devon, envergonhados pela derrota, atacaram o campeão da X Division Jay Lethal e seu desafiante número um Sonjay Dutt após sua luta, declarando uma guerra contra a X Division como um todo, exigindo que toda a X Division e todos os seus membros fossem dissolvidos e removidos da TNA. Toda a rivalidade se concentrou principalmente em Team 3D (incluindo um novo membro, Johnny Devine, que foi chamado de "Brother Devine") contra os Machine Guns e Jay Lethal.
Durante a rivalidade, o Team 3D concedeu o Campeonato da X Division roubado a Devine, antes que Devine conquistasse o título de forma definitiva. As duas equipes se enfrentaram em uma luta Ultimate X pelo título no Final Resolution. Antes do pay-per-view, foi alegado que Ray e Devon eram pesados demais para se sustentarem nos cabos, então eles "quebraram" os dedos de Sabin e Shelley, tornando-os incapazes de escalar. O Team 3D venceu essa luta usando uma escada para levantar Devon até o cinturão (o que quebrou a "regra não escrita" da luta). No Against All Odds, Sabin, Shelley e Lethal venceram uma luta Street Fight com a existência da X Division como um todo (excluindo Devine) em jogo. Sabin e Shelley foram eliminados cedo na luta, essencialmente transformando-a em um combate handicap entre Team 3D e Lethal. Conforme acordado nas estipulações pré-luta, a vitória resultou na devolução do título da X Division a Lethal e na desqualificação dos membros do Team 3D de futuras lutas até que todos pudessem reduzir seu peso abaixo do status de peso pesado..
Eles foram membros do Team TNA ao lado de Kaz e Curry Man na edição de 2008 da TNA World X Cup, mas perderam para o Team Mexico no Victory Road. A partir daí, assumiram o papel de tweeners, demonstrando desrespeito por Christian Cage, A.J. Styles, Consequences Creed, B.G. James e The Latin American Xchange, embora ainda fossem muito aplaudidos pelos fãs e mostrassem respeito por eles.

#### Várias histórias (2008–2010)
No episódio de 30 de outubro do Impact!, The Machine Guns, junto com A.J. Styles, Samoa Joe, Jay Lethal, Consequences Creed, Petey Williams, Eric Young e ODB, formaram uma facção de lutadores mais jovens chamada The TNA Front Line para se opor ao The Main Event Mafia.
No Turning Point, Shelley e Sabin tiveram uma chance pelo Campeonato Mundial de Duplas da TNA, mas foram derrotados pelos campeões Beer Money, Inc. (Robert Roode e James Storm), após a interferência da manager deles Jacqueline na luta. Mais cedo naquela noite, eles desrespeitaram Mick Foley enquanto ele falava com os TNA originals nos bastidores. Apesar disso e de outras demonstrações de desrespeito, eles continuaram sendo favoritos dos fãs e parte da equipe que se opunha ao Main Event Mafia. No entanto, eles se tornaram heels meses depois, atacando Lethal Consequences (Jay Lethal e Consequences Creed) após perderem uma luta de duplas para eles. Como parte de sua nova gimmick, agora eram descritos como "membros do TNA Frontline apenas no nome". No Final Resolution, os Guns foram atacados pelo estreante Suicide.
No Genesis, Shelley derrotou Sabin na final de um torneio para se tornar o novo campeão da X Division da TNA. No Destination X, Shelley perdeu seu título da X Division para Suicide em uma luta Ultimate X que também envolveu Consequences Creed, Jay Lethal e Chris Sabin. Os Guns e Lethal Consequences passaram os meses seguintes tentando, sem sucesso, desmascarar Suicide, inicialmente também afirmando que ele era Daniels.

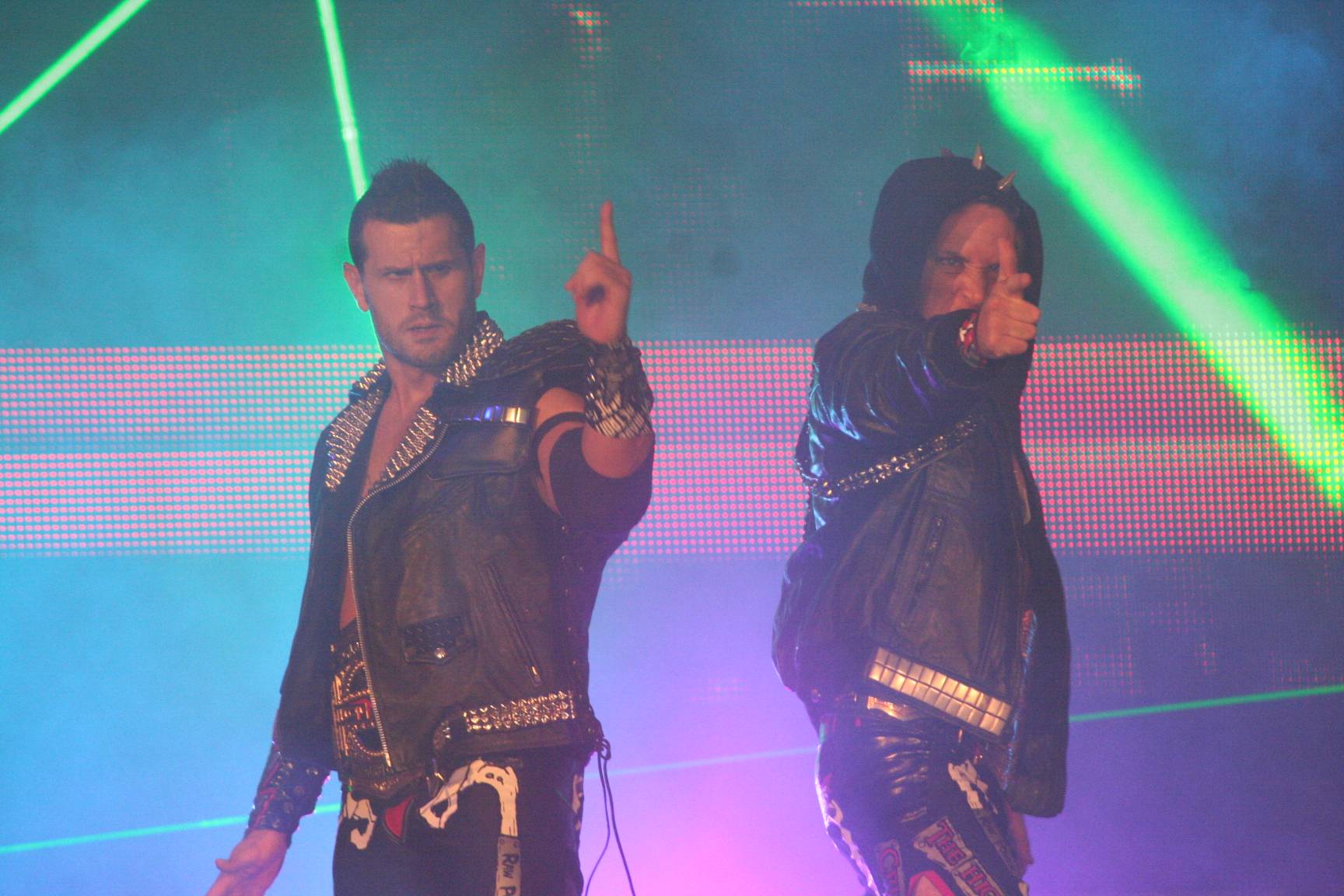
Shelley e Sabin em julho de 2010.

No episódio de 6 de agosto do Impact!, Shelley e Sabin voltaram a ser face, aliando-se a Daniels contra o World Elite quando uma briga generalizada eclodiu na Impact! Zone. Em setembro, Shelley e Sabin começaram a aparecer como comentaristas ocasionais ao lado de Mike Tenay e Taz nas transmissões do Impact!. No Bound for Glory, a dupla venceu a luta da pré–show contra Lethal Consequences e, imediatamente depois, competiu na luta Ultimate X pelo Campeonato da X Division, que foi vencida pelo campeão Amazing Red. No episódio seguinte do Impact!, eles venceram uma luta Ultimate X de duplas contra Lethal Consequences quando Sabin pegou o X, tornando-se os desafiantes número um ao Campeonato Mundiail de Duplas da TNA e desafiando os campeões British Invasion (Doug Williams e Brutus Magnus) no Turning Point. No episódio de 12 de novembro do Impact!, Beer Money, Inc. derrotou a British Invasion em uma luta sem o título em jogo para se juntar aos Motor City Machine Guns na luta pelo título de duplas no Turning Point. No pay-per-view, a British Invasion derrotou Shelley e Sabin e Beer Money, Inc. em uma luta triple threat para manter o Campeonato de Duplas da TNA. No mês seguinte, no Final Resolution, a British Invasion derrotou Shelley e Sabin para manter o título mais uma vez. No Destination X, os Machine Guns derrotaram Generation Me (Jeremy Buck e Max Buck) em uma luta Ultimate X para ganhar outra chance pelo Campeonato Mundial de Duplas da TNA. Shelley e Sabin receberam sua chance pelo título no episódio de 12 de abril do Impact!, mas foram derrotados pelos campeões de duplas Matt Morgan e Amazing Red, que substituiu lesionado Hernandez na luta.

#### Reinado como campeões mundiais de duplas (2010–2011)

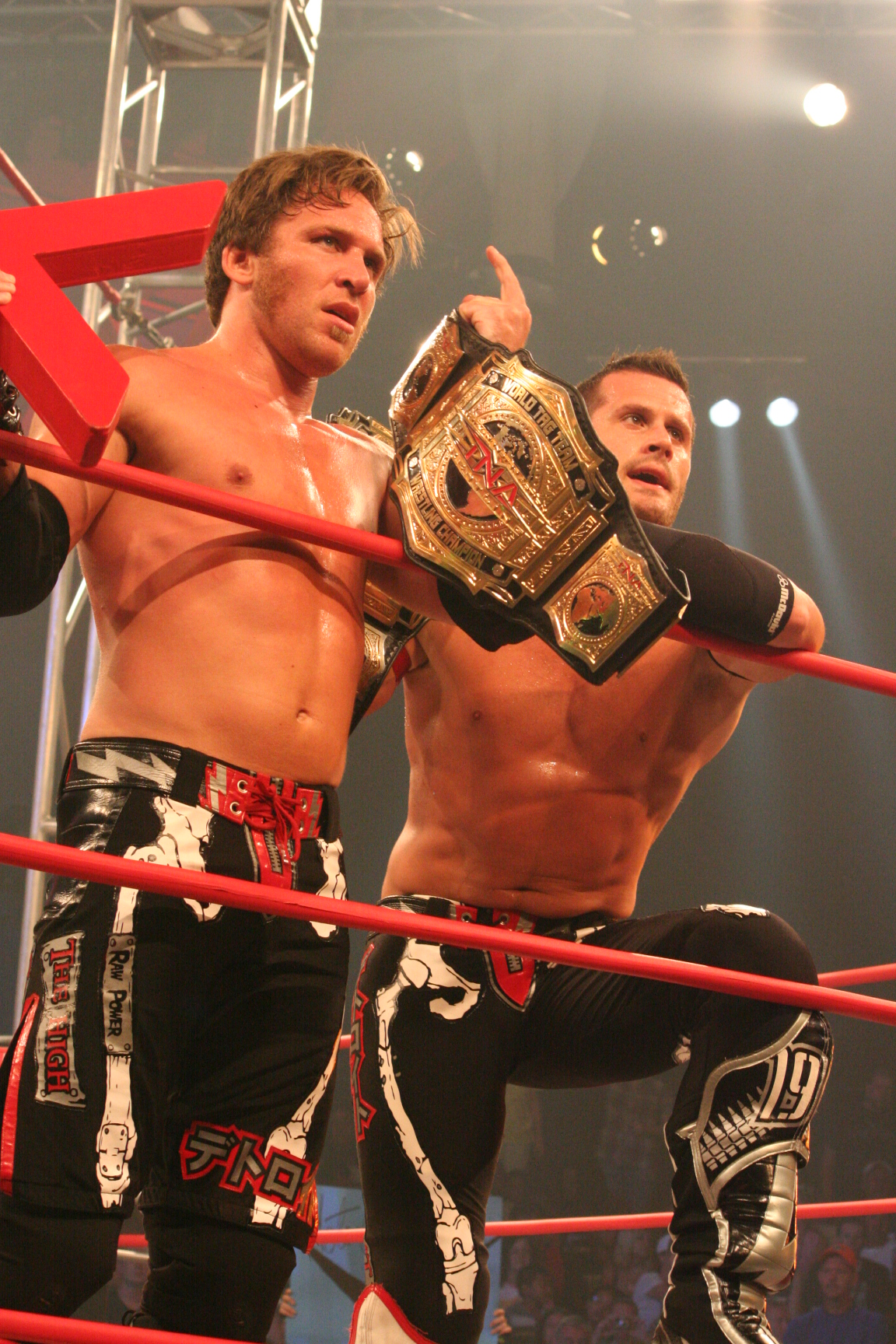
Sabin e Shelley segurando o cinturão do Campeonato Mundial de Duplas da TNA, após derrotarem a Beer Money, Inc. em uma luta Ultimate X.

No mês seguinte, no Sacrifice, os Motor City Machine Guns derrotaram Beer Money, Inc. e Team 3D em uma luta triple threat para ganhar outra chance pelo Campeonato de Duplas. Em 11 de julho, no Victory Road, os Motor City Machine Guns derrotaram Beer Money, Inc. para conquistar o Campeonato Mundial de Duplas da TNA pela primeira vez. Após o Victory Road, os Motor City Machine Guns entraram em uma Série Melhor de Cinco com a Beer Money, Inc., disputada pelo Campeonato Mundial de Duplas da TNA. A Beer Money venceu as duas primeiras lutas, uma luta de escadas e uma Street Fight, após nocautear seus adversários com garrafas de cerveja. No entanto, Shelley e Sabin se recuperaram e venceram as duas lutas seguintes, uma luta steel cage e uma Ultimate X, empatando a série em 2–2 e preparando uma luta decisiva para o episódio de 12 de agosto do Impact!. No episódio de 12 de agosto do Impact!, os Motor City Machine Guns venceram a Beer Money, Inc. em uma luta Two Out of Three Falls para ganhar a Série Melhor de Cinco e manter o Campeonato Mundial de Duplas da TNA. No mês seguinte, no No Surrender, os Motor City Machine Guns defenderam com sucesso seu título em uma luta contra Generation Me. Após a luta, a Generation Me virou heel ao atacar os Machine Guns e lesionar Shelley. No episódio seguinte do Impact!, a Generation Me alegou ser os campeões de duplas da TNA, afirmando que os campeões não poderiam defendê-los por 30 dias devido à lesão de Shelley, antes de roubar o cinturão de Sabin. Shelley, no entanto, retornou duas semanas depois e prometeu a Generation Me uma revanche pelo Campeonato Mundial de Duplas no Bound for Glory. No pay-per-view, os Motor City Machine Guns derrotaram Generation Me para reter o Campeonato Mundial de Duplas da TNA. Também no Bound for Glory, o Team 3D anunciou sua aposentadoria da luta profissional, mas solicitou uma última luta contra os Motor City Machine Guns, que chamaram de a melhor dupla de wrestling. Os Motor City Machine Guns aceitaram e a luta ocorreu em 7 de novembro de 2010, no Turning Point, onde derrotaram o Team 3D para manter o Campeonato Mundial de Duplas da TNA. Após Jeremy Buck fazer o pin em Sabin em uma luta de duplas com oito pessoas, onde os Motor City Machine Guns formaram equipe com Jay Lethal e Velvet Sky e Generation Me com Robbie E e Cookie, no episódio de 18 de novembro do Impact!, os Motor City Machine Guns desafiaram Generation Me para uma luta Empty Arena. A luta ocorreu ainda naquela noite no Reaction, com os Motor City Machine Guns saindo vitoriosos. Em 5 de dezembro, no Final Resolution, os Motor City Machine Guns derrotaram Generation Me em uma luta Full Metal Mayhem para reter o Campeonato Mundial de Duplas. No mês seguinte, no Genesis, os Motor City Machine Guns perderam o Campeonato Mundial de Duplas da TNA para a Beer Money, Inc., após Roode fazer um roll-up em Sabin, após uma falha de comunicação entre os Machine Guns, encerrando seu reinado em 182 dias, dois dias a menos do que o reinado mais longo na história do título.
Os Motor City Machine Guns receberam sua revanche pelo título no episódio de 13 de janeiro do Impact!, mas perderam novamente devido a uma nova falha de comunicação. Nos três meses seguintes, os Motor City Machine Guns ficaram inativos, após Shelley sofrer uma lesão na clavícula e Sabin retornar à X Division. No episódio de 28 de abril do Impact!, Shelley fez seu retorno, salvando Sabin de uma surra nas mãos do Mexican America (Anarquia e Hernandez). Ironicamente, no mesmo dia em que Shelley retornou, Sabin sofreu uma lesão no joelho durante sua luta contra Anarquia, que estava fora de posição, fazendo com que Sabin rompesse tanto o seu ligamento cruzado anterior (ACL) quanto o ligamento colateral medial (MCL). Mais tarde naquela mesma semana, Sabin passou por uma cirurgia no joelho, o que o afastaria pelo resto do ano.

#### Retorno (2012)
Em 18 de março de 2012, no Victory Road, a TNA exibiu um vídeo promovendo o retorno iminente dos Motor City Machine Guns. Os Motor City Machine Guns retornaram no episódio de 5 de abril do Impact Wrestling, derrotando o Mexican America em uma luta de duplas, antes de anunciar sua intenção de disputar o Campeonato Mundial de Duplas da TNA, detido por Magnus e Samoa Joe. Em 15 de abril, no Lockdown, os Motor City Machine Guns desafiaram Magnus e Joe pelo Campeonato Mundial de Duplas da TNA em uma luta steel cage, mas não tiveram sucesso. No mês seguinte, os Motor City Machine Guns não apareceram mais no Impact Wrestling, lutando exclusivamente em shows ao vivo da TNA. Em 21 de maio, foi relatado que Shelley havia escolhido não renovar seu contrato com a TNA, deixando a promoção e desfazendo os Motor City Machine Guns.

### Ring of Honor (2007–2008; 2010; 2016–2018)
Em 30 de março de 2007, em sua cidade natal de Detroit, Shelley e Sabin estrearam na ROH como equipe sob o nome The Murder City Machine Guns, desafiando e atacando Jay Briscoe depois que ele e seu irmão Mark, que havia se machucado durante a luta, conquistaram novamente o Campeonato Mundial de Duplas da ROH de Naruki Doi e Shingo. Em 28 de abril, em Chicago, Illinois, no evento Good Times, Great Memories, os Briscoe Brothers defenderam com sucesso o título de duplas contra Shelley e Sabin. Após o evento, a TNA retirou todos os seus lutadores de qualquer show futuro da ROH.
Em abril de 2008, Shelley e Sabin retornaram à Ring of Honor, perdendo para o Age of the Fall (Tyler Black e Jimmy Jacobs) e derrotando os Briscoe Brothers nos dias 18 e 19, respectivamente.
Eles retornaram à Ring of Honor em agosto de 2008. No dia 1 de agosto, em Manassas, Virgínia, lutaram contra Austin Aries e Bryan Danielson, empatando uma vez após o tempo limite da luta que era de vinte minutos expirar e novamente após mais cinco minutos de prorrogação. No dia seguinte, em Nova Iorque, foram derrotados por Kevin Steen e El Generico, com Steen forçando Sabin a se render ao Sharpshooter. A equipe estava agendada para retornar à ROH nos dias 24 e 25 de outubro, mas foi retirada dos eventos pela TNA e substituída pela Latin American Xchange.
Em 13 de fevereiro de 2010, a Ring of Honor anunciou em seu 8th Anniversary Show que os Motor City Machine Guns retornariam à companhia no dia 8 de maio, em Nova Iorque. No dia 8 de maio, os Motor City Machine Guns foram derrotados pelos campeões mundiais de duplas da ROH, The Kings of Wrestling (Chris Hero e Claudio Castagnoli), por desqualificação, quando os Briscoe Brothers interferiram na luta.

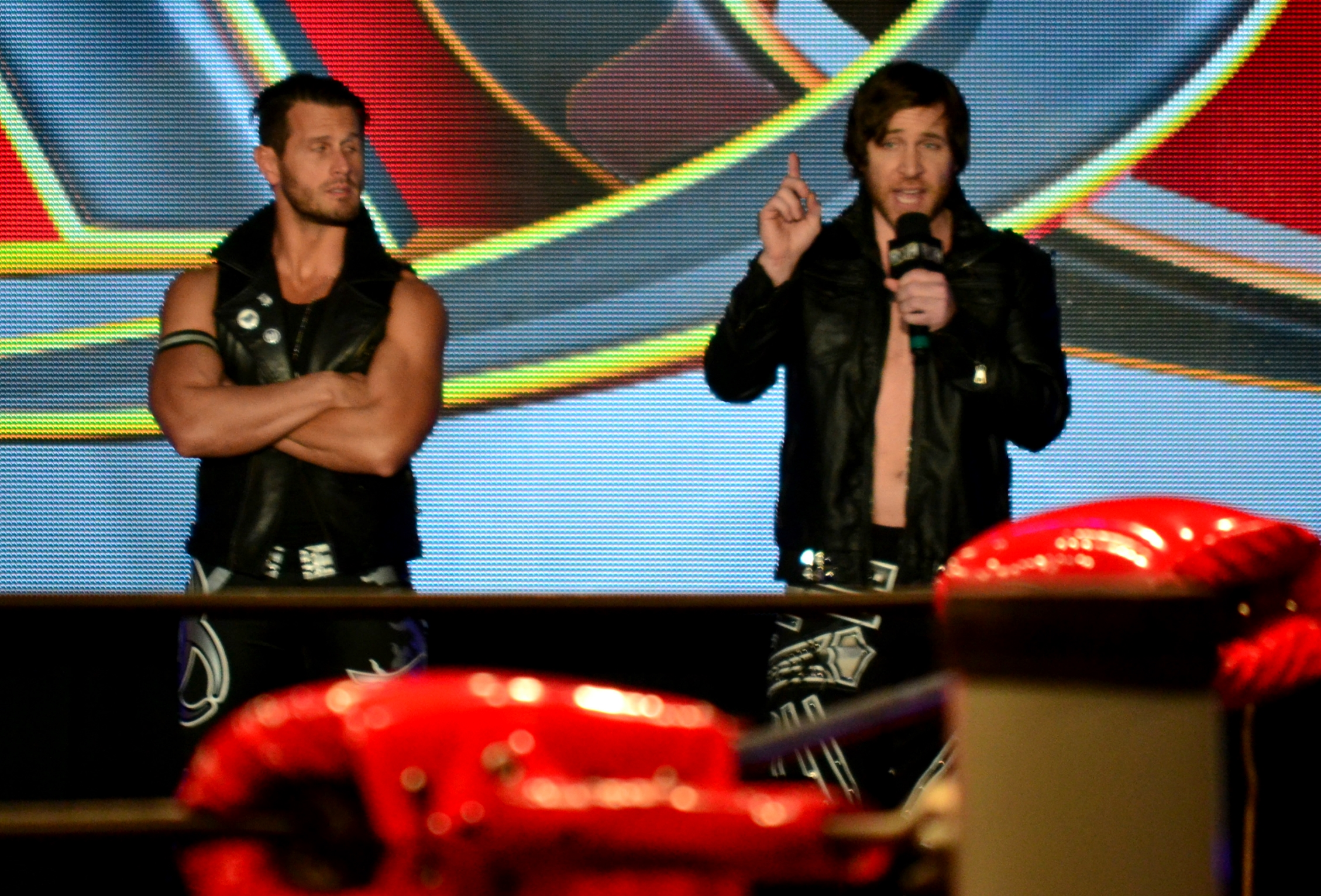
Shelley e Sabin em fevereiro de 2016.

Em 26 de fevereiro de 2016, no 14th Anniversary Show, Sabin e Shelley reformaram os Motor City Machine Guns, quando o primeiro virou contra seu companheiro de grupo no Knights of the Rising Dawn (KRD), Christopher Daniels, ajudando Shelley a derrotá-lo em uma luta individual. No dia seguinte, nas gravações do Ring of Honor Wrestling, Sabin e Shelley venceram Daniels e Frankie Kazarian, o The Addiction, em sua luta de retorno deles como equipe. Isso levou a uma tentativa malsucedida de desafiar The Addiction pelo Campeonato Mundial de Duplas da ROH em 24 de junho no Best in the World '16. Em 30 de setembro, no All Star Extravaganza VIII, os Motor City Machine Guns participaram de uma luta de escadas de três equipes pelo Campeonato Mundial de Duplas da ROH, que foi vencida pelos Young Bucks (Matt Jackson e Nick Jackson) e também contou com The Addiction. Sabin e Shelley então formaram um grupo chamado "Search and Destroy" com Jay White, Jonathan Gresham e Lio Rush.
Em 22 de setembro de 2017, no Death Before Dishonor XV, os Motor City Machine Guns derrotaram os Young Bucks para conquistar o Campeonato Mundial de Duplas da ROH pela primeira vez. Eles mantiveram os títulos até 9 de março de 2018, quando os perderam para os Briscoe Brothers no ROH 16th Anniversary Show. Em junho, Shelley sofreu uma lesão. Em 20 de julho de 2018, Shelley deixou a promoção e se aposentou da competição ativa, acabando com a dupla.

### New Japan Pro-Wrestling (2009, 2010, 2016, 2022–2024)
Em 4 de janeiro de 2009, Sabin e Shelley derrotaram No Limit (Tetsuya Naito e Yujiro) no Wrestle Kingdom III in Tokyo Dome da New Japan Pro-Wrestling para conquistarem o IWGP Junior Heavyweight Tag Team Championship. Eles se tornaram a segunda equipe gaijin a vencer o título, depois de American Dragon e Curry Man. Após três defesas bem-sucedidas do título, duas das quais aconteceram na TNA, Shelley e Sabin perderam o título para Apollo 55 (Prince Devitt e Ryusuke Taguchi) em 5 de julho de 2009, no Circuit 2009 New Japan Soul da NJPW. Em 8 de novembro de 2010, a NJPW anunciou que os Motor City Machine Guns retornariam à promoção no mês seguinte, competindo em eventos nos dias 11 e 12 de dezembro. Em 11 de dezembro, os Motor City Machine Guns foram derrotados por No Limit em sua luta de retorno à New Japan. No dia seguinte, eles derrotaram Apollo 55 na quarta luta entre as duas equipes.
Em 31 de julho de 2016, a NJPW anunciou que os Motor City Machine Guns retornariam à promoção em 21 de agosto. Em sua luta de retorno, os Motor City Machine Guns desafiaram os Young Bucks pelo IWGP Junior Heavyweight Tag Team Championship, mas não obtiveram sucesso.
Após derrotarem os detentores do Strong Openweight Tag Team Championship, Aussie Open, no episódio de 15 de setembro do Impact!, Sabin e Shelley retornaram à New Japan Pro-Wrestling no Rumble on 44th Street em 28 de outubro. No evento, a dupla derrotou os Aussie Open para conquistar o Strong Openweight Tag Team Championship em uma luta de três equipes, que também incluiu The DKC e Kevin Knight.

### Retorno ao Impact Wrestling / TNA Wrestling (2020–2021, 2022–2024)
Em 18 de julho de 2020, no Slammiversary, os Motor City Machine Guns retornaram ao Impact Wrestling e derrotaram The Rascalz (Zachary Wentz e Dezmond Xavier) após aceitar o desafio aberto deles. No episódio seguinte do Impact Wrestling, eles derrotaram The North para conquistar o Campeonato Mundial de Duplas do Impact pela primeira vez em mais de dez anos e pela segunda vez no geral, encerrando o reinado recorde de 383 dias dos The North. Após defenderem com sucesso os títulos contra The North em uma revanche e contra The Rascalz, eles perderam os títulos de volta para The North no Bound for Glory em uma luta fatal four way de quatro equipes após Shelley ser atacado antes da luta e Sabin ter que defender os títulos sozinho. Com Shelley fora de combate pelos próximos dois meses, James Storm entrou como parceiro de Sabin, derrotando XXXL (Acey Romero e Larry D) no Turning Point em 14 de novembro.
Após Shelley retornar ao ringue no episódio do Impact! em 1º de dezembro, retomando a equipe com outra vitória sobre XXXL, os Motor City Machine Guns estavam agendados para se juntar a Rich Swann contra Kenny Omega e The Good Brothers no Hard To Kill em 16 de janeiro de 2021. No entanto, Shelley teve que se ausentar devido a "circunstâncias inevitáveis", que mais tarde foram reveladas como sua carreira fora do wrestling como fisioterapeuta exigindo que ele se afastasse temporariamente até poder tomar a vacina contra a COVID-19. Moose substituiu Shelley na luta no Hard to Kill, e Storm foi trazido de volta para ocasionalmente formar equipe com Sabin enquanto os Guns se desfizeram silenciosamente pela terceira vez. Mais tarde, em setembro de 2021, Shelley anunciou que havia deixado o Impact, mas estava aberto a retornar em um momento futuro.
No episódio de Impact! de 10 de março de 2022, os Motor City Machine Guns se reuniram quando Sabin apareceu para apoiar Shelley em sua rivalidade com seu ex-protegido Jay White, levando a um combate contra White e Chris Bey no episódio de 17 de março. Em 9 de dezembro de 2022, os Guns conquistaram os Campeonatos Mundiais de Duplas do Impact contra Heath e Rhino em Pembroke Pines, Flórida.
No episódio de 2 de março de 2023 do Impact, os Motor City Machine Guns perderam seus títulos para os membros do Bullet Club, Ace Austin e Chris Bey, encerrando seu reinado em 78 dias.
Nas gravações de 23 de março de 2024 para o TNA Impact!, os Motor City Machine Guns fizeram sua última luta para a TNA em uma derrota contra The System (Eddie Edwards e Brian Myers), já que os contratos de Shelley e Sabin expiraram em 1º de abril de 2024.

### All Elite Wrestling
No episódio do AEW Dynamite de 24 de agosto de 2022, Sonjay Dutt anunciou que Jay Lethal se juntaria aos Motor City Machine Guns no PPV All Out, onde eles enfrentariam Wardlow e FTR em uma luta de trios, com Sabin e Shelley fazendo sua estreia na All Elite Wrestling. No evento, Wardlow e FTR venceram a luta com a ajuda de Samoa Joe, que atacou Satnam Singh no início da luta. 

### WWE (2024-presente)
Em setembro de 2024, foi relatado que Shelley e Sabin assinaram com a WWE. A equipe estreou no SmackDown em 18 de outubro, derrotando A-Town Down Under (Austin Theory e Grayson Waller) e Los Garza (Angel e Berto) do Legado Del Fantasma na semifinal do torneio que determinava os desafiantes número um ao Campeonato de Duplas da WWE. Eles enfrentarão #DIY (Johnny Gargano e Tommaso Ciampa) na final em 25 de outubro no episódio do SmackDown.

## No wrestling
- Movimentos de finalização
  - ASCS Rush (Spinning sole kick (Sabin) /  Superkick (Shelley) / Jumping enzuigiri (Sabin))
  - Made In Detroit (Sitout powerbomb (Sabin) / Sliced Bread #2 (Shelley))
  - Click Click Boom (Powerbomb (Sabin) / Double knee backbreaker (Shelley)) (2006-2007)
  - Skull and Bones (Falling neckbreaker (Sabin) / Diving splash (Shelley))
- Movimentos secundários
  - Aided dropkick
  - Aided snap swinging neckbreaker
  - Aided standing Sliced Bread #2
  - Air Raid (Fireman's carry (Sabin) / Diving double foot stomp (Shelley) / Fireman's carry takeover (Sabin) / Cradle Shock (Shelley)
  - Backbreaker hold (Sabin) / Diving knee drop (Shelley)
  - Bullet Point (Baseball slide (Shelley) / Hesitation Dropkick (Sabin))
  - Doomsday dropkick
  - Reverse STO (Shelley) / Jumping enzuigiri (Sabin)
  - Simultaneous diving leg drop (Sabin) / Diving splash (Shelley)
  - Spinning leg sweep (Sabin) / Spinning wheel kick (Shelley)
  - Thunder Express (Inverted sitout side powerslam (Shelley) / Running cutter (Sabin))
- Managers
  - Kevin Nash

## Títulos e prêmios
- All American Wrestling

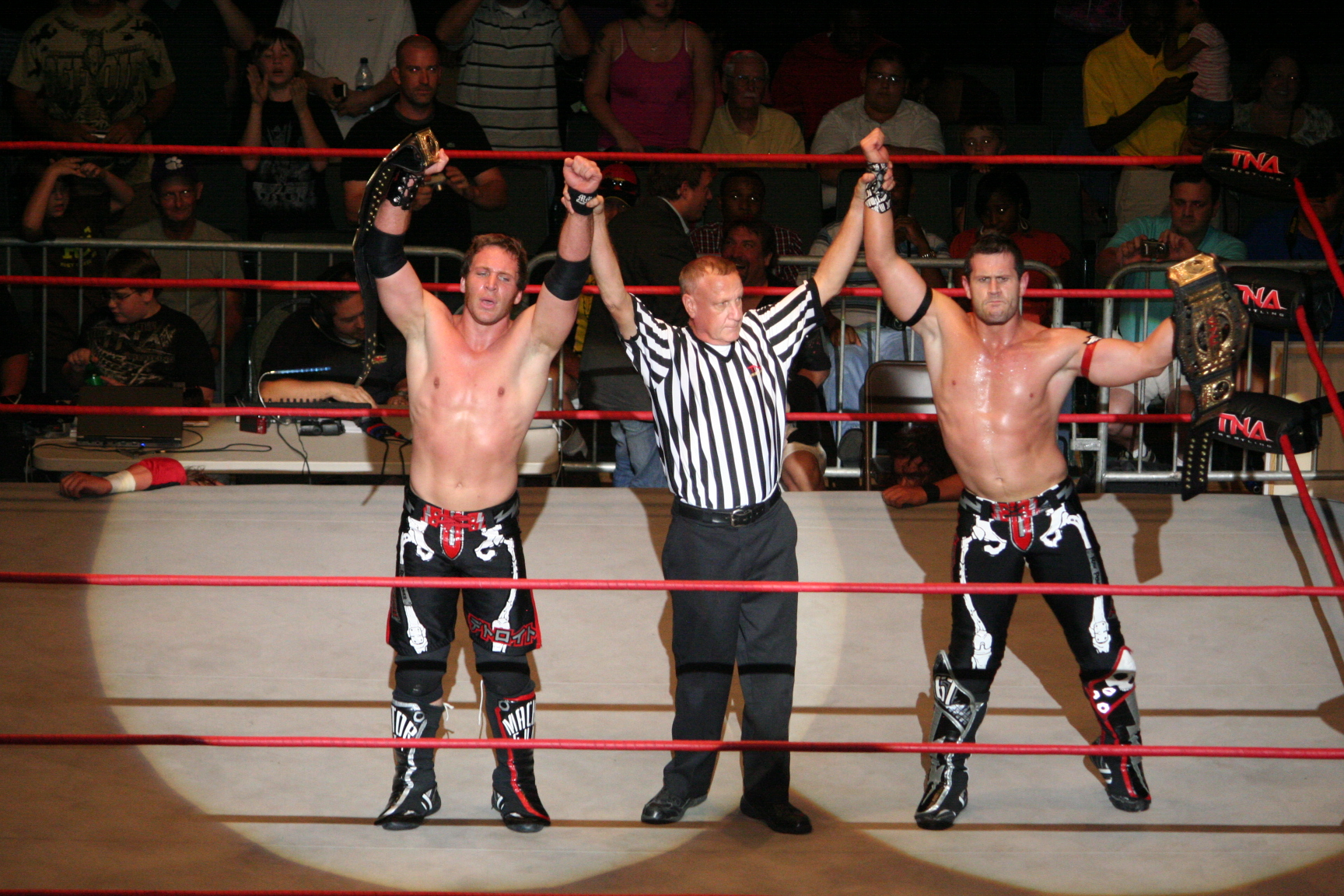
Sabin e Shelley são três vezes campeões mundiais de duplas do Impact.

  - AAW Tag Team Championship (1 vez)[12]
- City Championship Wrestling
  - CCW Tag Team Championship (1 vez, atuais)[112]
- Deadlock Pro-Wrestling
  - DPW Worlds Tag Team Championship (1 vez)[113]
- Game Changer Wrestling
  - GCW Tag Team Championship (1 vez)[114]
- The Baltimore Sun
  - Dupla do Ano (2010)[115]
- New Japan Pro Wrestling
  - IWGP Junior Heavyweight Tag Team Championship (1 vez)[116]
  - Strong Openweight Tag Team Championship (1 vez)[117][118]
- Pro Wrestling Illustrated
  - PWI Tag Team of the Year (2010)[119]
- Pro Wrestling Zero1-Max
  - NWA International Lightweight Tag Team Championship (1 vez)[6]
- Ring of Honor
  - Campeonato Mundial de Duplas da ROH (1 vez)[83]
- Total Nonstop Action Wrestling/Impact Wrestling
  - Campeonato Mundial de Duplas da TNA/Impact (3 vezes)[39][120]
  - Campeonato da X Division da TNA/Impact (11 vezes) – Sabin (10) e Shelley (1)[121]
  - Campeonato dos Pesos Pesados da TNA/Campeonato Mundial do Impact (2 vezes) – Sabin (1) e Shelley (1)
  - Gauntlet for the Gold (2008 – Dupla)[122]
  - TNA / Impact Year End Awards (4 vezes)
    - Luta do Ano (2003) –  Sabin vs. Frankie Kazarian e Michael Shane em 20 de agosto[123]
    - Dupla do Ano (2007)[124]
    - Momento do Ano (2020) – retornando ao Impact no Slammiversary, compartilhado com os outros retornos e estreias naquela noite.[125]
    - Dupla Masculina do Ano (2022)[126]
- WWE
  - Campeonato de Duplas da WWE (1 vez)

## Fora dowrestling
Em 2008, a dupla apareceu em um episódio da série da MTV Made, ensinando a um estudante do ensino médio o básico da luta profissional. Os dois também são membros de uma banda de rock chamada The High Crusade, junto com o ex-lutador da TNA Petey Williams, Adam Tatro e Chris Plumb. A banda lançou seu álbum de estreia, It's Not What You Think, em 7 de setembro de 2010.